# Rider Time: Kamen Rider Shinobi
Rider Time: Kamen Rider Shinobi  (RIDER TIME 仮面ライダーシノビ, Raida Taimu Kamen Raidā Shinobi) est une série télévisée japonaise de type Tokusatsu. Elle est une série dérivée de Kamen Rider Zi-O basée sur le Kamen Rider de l'année 2022, Shinobi.

## Sypnosis
En 2022, l’écosystème de la Terre est plus que jamais en danger. Les japonais se tournent vers les techniques ancestrales de leur pays pour créer eux-mêmes des ressources naturelles. La loi Ninja est votée et il est intimé à tous les citoyens de suivre un entraînement de ninja. Le Japon est redevenu une société ninja. Dans l'ombre, rôde la menace du Serpent Arc-en-ciel, un groupe de ninjas maléfiques. Mais Rentaro Kagura ne l'entend pas de cette oreille, et il se dresse contre eux en tant que Kamen Rider Shinobi.

## Personnages

### Iroha Kagura
Iroha Kagura (神蔵 紅芭, Kagura Iroha) est la jeune sœur de Rentarō, âgée de 17 ans. Elle est une grande admiratrice de Kamen Rider Shinobi, ignorant totalement que son idole et son frère aîné sont la même personne. Iroha est la princesse du clan Niji no Hebi que Rentarō s'efforce de protéger. Iroha maîtrise le ninjutsu et sait utiliser les shurikens.
Iroha Kagura est interprétée par Asuka Hanamura (華村 あすか, Hanamura Asuka).

### Maître Gamano
Maître Gamano (ガマノ師匠, Gamano-shishō) est le mentor de Rentarō, qu'il a choisi comme Kamen Rider après l’avoir sauvé. Il habite chez les Kaguras et est souvent consulté par Rentaro quand son disciple s'interroge. Déguisé en grenouille dans un rouleau, Iroha n'est pas au courant de sa présence. À la fin du dernier épisode de Rider Time: Kamen Rider Shinobi, le statut d'allié de Gamano devient discutable, puisqu'il a révélé qu'il utilise Rentarō comme un « objet sacrifiable » (comme l'avait fait Sou Fueki dans Kamen Rider Wizard avec les Mages et Wizard) et part pour recruter plusieurs autres Kamen Riders adeptes du ninjutsu capables de rivaliser avec Rentaro.
Maître Gamano est interprété par Nobuo Kyo (姜 暢雄, Kyō Nobuo), qui a précédemment interprété Amazon Neo Alpha dans Kamen Rider Amazons: Le Jugement dernier, ainsi que KuwagaRaiger, un ninja du Super Sentai Ninpuu Sentai Hurricaneger.

### Yaminin
Yaminin (闇忍) est un mystérieux ninja appartenant à une organisation maléfique appelée Niji no Hebi (虹蛇, Serpent Arc-en-ciel), qui a été responsable, par le biais du gouvernement, de la transformation du Japon en un pays dont tous les citoyens sont des ninjas. Tout en ignorant qu'Iroha est la princesse de leur groupe, Yaminin a développé des sentiments amoureux envers elle et s'est glissé dans un concours organisé par la Konjō Company pour la kidnapper. Après avoir été épargné par Shinobi et Hattari, Yaminin a disparu et a promis de revenir un jour.
Yaminin est doublé par Masashi Ebara (江原 正士, Ebara Masashi).

## Liste des épisodes
| Numéro | Titre | Date de sortie |
| ------ | --- | -------------- |
| 1      | First NinPow! Chapitre de l'amour à sens unique de Hattari (FIRST 忍POW！ ハッタリの恋はイッポウ通行 の巻, First Ninpō! Hattari no Koi wa Ippou Tsūkō no Maki) | 31 mars 2019   |
| 2      | Next NinPow!! Chapitre des ninjas de ténèbres assassins (NEXT 忍POW！！闇忍の暗殺殺ポウ の巻, Next Ninpō!! Yaminin no Ansatsu Sapō no Maki)                    | 7 avril 2019   |
| 3      | Last NinPow!!! Chapitre du moment critique où on est encerclés (LAST忍POW！！！ 八ポウ塞がり危機一髪の巻, Last Ninpō!!! Hachipō Fusagari Kikiippatsu no Maki)  | 14 avril 2019  |

## Distribution
- Rentaro Kagura (神蔵 蓮太郎, Kagura Rentarō?) : Hideya Tawada (多和田 任益, Tawada Hideya?)[6],[5].
- Iroha Kagura (神蔵 紅芭, Kagura Iroha?) : Asuka Hanamura (華村あすか, Hanamura Asuka?)[6].
- Isamichi Konjo (今生勇道, Konjō Isamichi?) : Takuma Zaiki (財木琢磨, Zaiki Takuma?)[6].
- Maître Gamano (ガマノ師匠, Kamano Shishō?) : Nobuo Kyō (姜 暢雄, Kyō Nobuo?)[6].
- Voix de Yami Shinobi (闇忍?) : Masashi Ebara (江原 正士, Ebara Masashi?)[6].
- Narration, Voix du Shinobi Driver : Kenya Hatsumura (初村健矢, Hatsumura Kenya?)[6].